# بونار (صربستان)
بونار (به صربی: Bunar) یک روستا در صربستان است که در یاگودینا واقع شده‌است. بونار ۴۹۵ نفر جمعیت دارد.